# Condado de Broadwater
El condado de Broadwater (en inglés: Broadwater County), fundado en 1897, es uno de los 56 condados del estado estadounidense de Montana. En el año 2000 tenía una población de 4.385 habitantes con una densidad poblacional de una persona por km². La sede del condado es Townsend.

## Geografía
Según la Oficina del Censo, el condado tiene un área total de 3209 km² (1239,0 mi²), de la cual 3085 km² (1191,1 mi²) es tierra y 124 km² (47,9 mi²) (3.84%) es agua.

### Condados adyacentes
- Condado de Meagher - norte y este
- Condado de Gallatin - sur
- Condado de Jefferson - oeste
- Condado de Lewis and Clark - noroeste

### Carreteras
- Interestatal 90
- U.S. Highway 12
- U.S. Highway 287
- Carretera Estatal de Montana 2

## Demografía
En el 2000 la renta per cápita promedia del condado era de $32,689, y el ingreso promedio para una familia era de $36,524. En 2000 los hombres tenían un ingreso per cápita de $28,495 versus $19,500 para las mujeres. El ingreso per cápita para el condado era de $16,237. Alrededor del 10.80% de la población estaba bajo el umbral de pobreza nacional.

## Comunidades

### Ciudad
- Townsend

### Lugares designados por el censo
- Radersburg
- Toston
- Winston

### Despoblado
- Lombard